# 羽野昌二

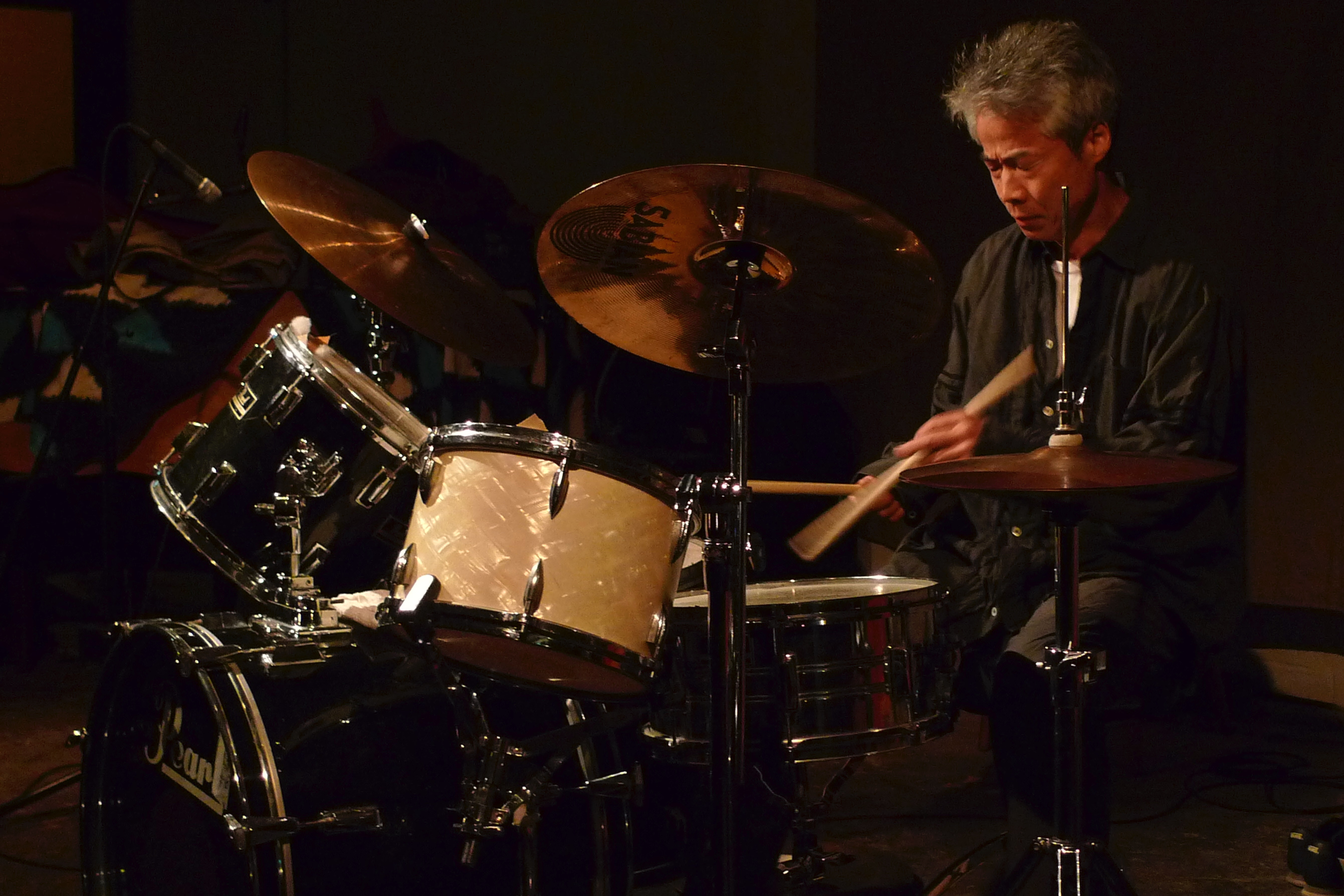
羽野昌二（2011年4月ロンドンで）

羽野 昌二（はの しょうじ、1955年 - ）は、日本の打楽器奏者。福岡県北九州市小倉生まれ。1970年代からアヴァンギャルド・ジャズの演奏を始め、新体道の概念を基礎にした独自のスタイルで、近藤等則、阿部薫らと共演。太鼓とドラムスによる即興演奏グループ、ポリプレス・パーカッション・バンドを率いる一方、1990年代に初の欧州ツアーを行って以来、世界各国を巡り国内外のミュージシャンと幅広く活動する。
ペーター・ブロッツマン、ヴェルナー・リュディ、ウィリアム・パーカー、デレク・ベイリー、灰野敬二、山内テツらとの演奏はCD化されている。近年ではサイケデリック・ロック・バンド、High Riseへの参加、同バンドのギタリスト成田宗弘とのデュオ、兇悪のインテンション、また河端一、津山篤と猪武者Dare Devil Band などジャンルを越境した活動をみせている。2007年5月にはドイツのMores Jazz Festivalにて演奏、ベルリンを中心に活動しているギタリストOlaf Rupp（オラフ・ラップ）と共演している。
2008年にはこれまで共演した事のある海外アーティストを日本に招きツアー、スタジオ・レコーディングを行っている。また近年の活動に於いては国内の若手ミュージシャンとの演奏活動も行っている。

## 最近の作品
『Drums』
サブタイトルが銅鑼無座的宇宙。レーベル Heart Lord Studio (2008)　ドラムス、金物、またそれらのミックス演奏を含む5つのインプロヴィゼーションを収録。全編を通して彼のドラム・ソロ演奏のみの作品である。この録音を手がけたレコーディング・エンジニアでありアーティストであるIbara（ミルクラインMILCRYN'）とは2007年のライブツアーで共演もしている。

## ディスコグラフィー
- 「FOUR SEASONS 四季 East meets West」(2009) Billy Bang/羽野昌二
- 「FUNNY RAT/S 3」(2008) Peter Brotzmann/羽野昌二
- 「Fish Heart/Water Heart」(2008) 羽野昌二/深水郁/Ganni Gebbia
- 「FUNNY RAT/S 2」(2008) Peter Brotzmann/羽野昌二
- 「Drums」(2008) 羽野昌二
- 「Noomiso」(2008) 羽野昌二/Olaf Rupp
- 「Bydgoszcz」(2008) 羽野昌二/Olaf Rupp
- 「Saarbrucken」(2008) 羽野昌二/Olaf Rupp
- 「Fish in the Sky」(2006) 羽野昌二/Elena Belyaeva
- 「Shouji x Shouji」(2003) 羽野昌二/庄子勝治
- 「48」(2003) 羽野昌二
- 「Kyoaku no Intention」(2001) 羽野昌二/成田宗弘
- 「Fish」(2001) 羽野昌二/Derek Bailey（デレク・ベイリー）
- 「Fushigi na Kao」(2000) 羽野昌二/灰野敬二